# Kalominua minuta
Kalominua minuta is een hooiwagen uit de familie Samoidae.